# CKY
CKY (аббревиатура оригинального названия группы — Camp Kill Yourself) — американская рок-группа из Уэст-Честера, Пенсильвания.

## История группы
Сформирована в 1998 году гитаристом и вокалистом Дероном Миллером, гитаристом Чадом Гинсбургом, и барабанщиком Джессом Марджерой. Позже концертный состав группы сменился: Марджера и Гинсбург выступали с гастролирующим басистом Крисом Вейхом. Группа обрела популярность благодаря телесериалу «Чудаки», где снимался брат барабанщика Бэм Марджера.
После выпуска дебютного альбома Volume 1 в 1999 году CKY подписали контракт с лейблом Island Def Jam Music Group, после чего выпустили альбом Infiltrate•Destroy•Rebuild в 2002 году, попавший в американский хит-парад. В 2005 году вышел альбом An Answer Can Be Found. Группа подписала контракт с музыкальным лейблом Roadrunner Records и в 2009 году увидел свет альбом Carver City. Спустя два года, в 2011 Дерон Миллер покинул CKY. В 2017 Гинсбург, Марджера и басист Мэтт Дейс выпустили альбом The Phoenix на лейбле Entertainment One Music.

## Музыкальный стиль и лирика
Музыкальный сайт AllMusic указывает такие жанры, как хард-рок, постгранж, стоунер-рок и скейт-панк, однако музыкальные критики считают, что CKY невозможно отнести к какому-либо из существующих жанров. Ввиду связи группы с сериалом «Чудаки», их музыку принято считать скейт-панком.

## Участники группы
Основные участники
- Джесс Марджера[англ.] — барабаны, ударные, бэк-вокал
- Чад Гинсбург[англ.] — гитара, вокал, студийный бас и клавишные
- Крисс Вейх — бас, бэк-вокал

Бывшие члены
- Дерон Миллер[англ.] — ведущий вокал, ритм-гитара, студийный бас и клавишные
- Райан Бруни — бас, бэк-вокал
- Вернон Заборовски — бас, бэк-вокал
- Мэтт Дейс[англ.] — бас, бэк-вокал, студийные клавишные
- Мэтт Янайтис — клавишные, бэк-вокал
- Роб Валено — клавишные, ударные, бэк-вокал
- Дэниел Дэвис — ведущий вокал, ритм-гитара
- Мэт Коул — клавишные, бэк-вокал

## Дискография
- 1999 — Volume 1[англ.]
- 2002 — Infiltrate•Destroy•Rebuild[англ.]
- 2005 — An Answer Can Be Found[англ.]
- 2009 — Carver City[англ.]
- 2017 — The Phoenix[англ.]